# Одностраничное приложение
Одностраничное приложение (англ. single page application, SPA) — это веб-приложение или веб-сайт, использующий единственный HTML-документ как оболочку для всех веб-страниц и организующий взаимодействие с пользователем через динамически подгружаемые HTML, CSS, JavaScript, обычно посредством AJAX. 
ОП напоминают родные (англ. native) приложения, с той лишь разницей, что исполняются в рамках браузера, а не в собственном процессе операционной системы.

## Основные элементы
Основными элементами, использующимися при построении SPA, являются:
- Фреймворки для JavaScript, в частности MVC и MVVM-фреймворки
- Роутинг: навигация между представлениями (view) производится во фронтенде
- Шаблонизатор
- HTML5
- API для бэкэнда, например, в стиле REST
- Ajax